# Kusmara
Kusmara é uma cidade e uma nagar panchayat no distrito de Mainpuri, no estado indiano de Uttar Pradesh.

## Demografia
Segundo o censo de 2001, Kusmara tinha uma população de 9091 habitantes. Os indivíduos do sexo masculino constituem 53% da população e os do sexo feminino 47%. Kusmara tem uma taxa de literacia de 64%, superior à média nacional de 59.5%: a literacia no sexo masculino é de 71% e no sexo feminino é de 56%. Em Kusmara, 17% da população está abaixo dos 6 anos de idade.